# Schmidt (Mondkrater)
Schmidt ist ein kleiner Einschlagkrater auf der Mondvorderseite am Rand des Mare Tranquillitatis, südlich von Ritter und westlich von Sabine.
Er ist schüsselförmig und kaum erodiert.
Der Krater wurde 1935 von der IAU nach dem deutschen Astronomen Johann Friedrich Julius Schmidt, dem deutschen Optiker Bernhard Schmidt und dem russischen Astronomen Otto Juljewitsch Schmidt offiziell benannt.